# 古爾木板教堂

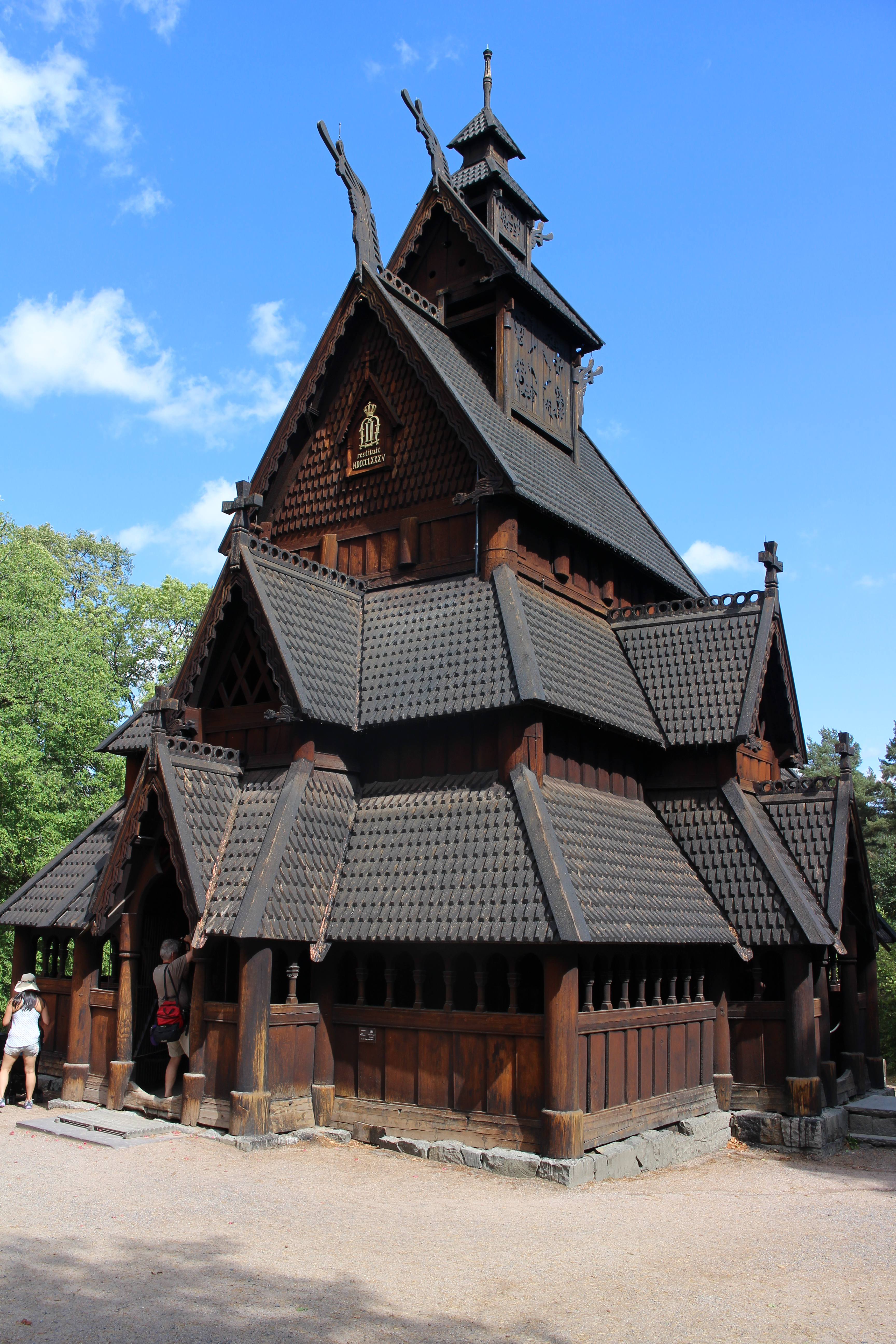
古爾木板教堂

古爾木板教堂（挪威語：Gol stavkirke）是位於挪威奧斯陸比格迪半島挪威文化史博物館的一座木板教堂，本來位於布斯克吕郡古爾市镇。教堂的歷史可以追溯至1212年。1880年，古爾決定修建新的教堂，拆除舊的木板教堂，因此舊教堂被遷移到奧斯陸的挪威文化史博物館。

## 外部連結
- Gol stave church in Stavkirke.org （页面存档备份，存于）

59°54′29″N 10°41′00″E / 59.9080°N 10.6833°E